# Halsted Kloster Dyrehave
Halsted Kloster Dyrehave este o arie protejată (arie specială de conservare — SAC, sit de importanță comunitară — SCI) din Danemarca întinsă pe o suprafață de 5 ha, integral pe uscat.

## Localizare
Centrul sitului Halsted Kloster Dyrehave este situat la coordonatele 54°50′59″N 11°14′45″E / 54.849722°N 11.245833°E.

## Înființare
Situl Halsted Kloster Dyrehave a fost declarat sit de importanță comunitară în mai 1998 pentru a proteja 1 specie de animale. Situl a fost protejat și ca arie specială de conservare în decembrie 2011.

## Biodiversitate
Situată în ecoregiunea continentală, aria protejată conține 2 habitate naturale: Păduri de fag Asperulo-Fagetum, Păduri de stejar sau de stejar și carpen sub-atlantice și medio-europene de Carpinion betuli.
La baza desemnării sitului se află o specie protejată de  nevertebrate: Osmoderma eremita.